# 我的父亲焦裕禄
《我的父亲焦裕禄》（英語：My Father Jiao Yulu）是2021年中国大陆传记片，根据焦守云口述改编，导演范元，主演郭晓东、丁柳元。该片是建党100周年献礼片。

## 演员
- 郭晓东 出演 焦裕禄
- 丁柳元 出演 徐俊雅
- 严晓频
- 蒋易
- 周征波
- 曲国强
- 王思涵
- 史嘉怡
- 何政军
- 寇振海
- 张立
- 吴昊西

## 制作
2020年10月15日，《我的父亲焦裕禄》在河南省洛阳市中信重工（原洛阳矿山机器厂）焦裕禄大道开机，先后在山东省淄博市，河南省洛阳市、兰考县，宁夏回族自治区银川市、石嘴山市，内蒙古自治区阿拉善盟等地取景，同年11月25日，在银川市杀青。

## 上映
2021年7月21日，《我的父亲焦裕禄》在北京市举行首映，8月6日，《我的父亲焦裕禄》在中国大陆上映。

## 獎項
影片获提名第34届中国电影金鸡奖最佳编剧、最佳男主角、最佳女配角、最佳音乐四项大奖，获提名第19屆中國電影華表獎优秀故事片。